# Ta zoa trekhei

Ta zoa trekhei (Τὰ ζῷα τρέχει / Tà zỗia trékhei) est une phrase en grec ancien signifiant littéralement « Les animaux courent », mais dont un calque donnerait « Les animaux court ». À la suite de Claude Lancelot (c. 1615 – 1695),, elle est la « phrase-modèle », qui illustre la règle de syntaxe d'accord du verbe avec le sujet, selon laquelle, dans cette langue, les sujet de genre neutre, au pluriel, induisent un verbe au singulier.
Les deux autres phrases les plus citées comme exemples d'application de la règle sont Ta phylla piptei (Τὰ φύλλα πίπτει, « Les feuilles tombent ») et Panta rhei (Πάντα ῥεῖ / pánta rheî),,. Dans sa Syntaxe, Apollonios Dyscole illustre la règle par la phrase Graphei ta paidia (Γράφει τὰ παιδία, « Les enfants dessinent »),.

## Histoire
Τὰ ζῷα τρέχει / Tà zỗia trékhei n'est pas une « vraie phrase » de grec ancien. Elle a été créée à la Renaissance. Dans l'Antiquité, les grammairiens et les scholiastes illustraient la règle avec παιδία (« enfants »). Les scholiastes d'Homère et ceux d'Aristophane choisissent, comme exemple, παιδία παίζει (« les enfants jouent »). L'emploi de ζῷα (« animaux ») est attesté en 1553 chez Jacques Céporin (1499 – 1525) qui choisit, comme exemple, ζῷα ἐσθίει (« les animaux mangent »). Τὰ ζῷα τρέχει (« les animaux courent ») est attesté en 1572 chez Pierre de La Ramée (1515 – 1572),.

## Grammaire
La locution Τὰ ζῷα τρέχει / Tà zỗia trékhei est constituée des éléments suivants :
- τά / tá, nominatif pluriel neutre de l'article défini ὁ / ho[15] ;
- ζῷα / zỗia, nominatif pluriel du nom ζῷον / zỗion, « animal », qui est de genre neutre[16] ;
- τρέχει / trékhei, 3e personne du singulier, présent de l'indicatif du verbe τρέχω / trékhô, « courir »[17].

Cette locution illustre une règle grammaticale du grec ancien : un verbe se conjugue au singulier si son sujet est un nom neutre pluriel. Mot à mot, elle signifie : « les animaux court », et doit se comprendre « les animaux courent » (la 3e personne du pluriel du présent de l'indicatif de τρέχω / trékhô est τρέχουσιν / trékhousin, qui n'est donc pas employé ici).
La règle n'est pas propre au grec ancien : elle est attestée en sanskrit védique ainsi qu'en vieil avestique, et en hittite.
En indo-européen commun, langue préhistorique reconstituée supposée être à l'origine des langues indo-européennes, certains noms neutres athématiques (voire tous) possèdent un nombre collectif plutôt qu'un pluriel, ce qui indique que cette forme collective est considérée comme leur norme et qu'il convient de spécifier lorsqu'on parle d'un élément en particulier.
Le grec ancien, dérivé de l'indo-européen, possède trois nombres : singulier, pluriel et duel. L'irrégularité de la conjugaison plurielle des noms neutres est une subsistance de ce collectif indo-européen, disparu entretemps. Une traduction plus fine de la phrase initiale serait peut-être plutôt « l'ensemble des animaux court ».

## Exemple
Dans son Protagoras, Platon offre un exemple d'application de la règle : dans la phrase d'ouverture du mythe, il oppose les dieux aux mortels ; il emploie, pour les premiers, le masculin pluriel (θεοί, nominatif pluriel de θεός) avec le verbe lui-aussi pluriel (ἦσαν, 3e personne du pluriel de l'indicatif imparfait d'εἰμί) mais, pour les seconds, le neutre collectif (θνητά γένη, nominatif pluriel de θνητός γένος) avec le même verbe au singulier (ἦν, 3e personne du singulier de l'indicatif imparfait d'εἰμί).

## Évolution
Dans les faits, la forme plurielle du verbe (dans notre cas, τὰ ζῷα τρέχουσιν / tà zỗia trékhousin) se rencontre déjà chez les auteurs grecs classiques.
Des exceptions à la règle se rencontrent déjà chez Homère. La règle n'est suivie qu'en attique,,, : elle ne l'est pas dans d'autres dialectes et ne sera plus en koinè. Le verbe au pluriel se rencontre, chez les poètes, pour les raisons métriques et, chez les prosateurs, pour lorsque le sujet désigne des personnes, ou pour souligner la pluralité du sujet,,. Thucydide et Xénophon, ainsi qu'Aristote s'écartent souvent de la règle.
La parabole du lis de l'évangile selon Matthieu, rédigé en grec au Ier siècle, contient le texte suivant : « καταμάθετε τὰ κρίνα τοῦ ἀγροῦ πῶς αὐξάνουσιν », soit « considérez comment croissent les lis des champs » (Matthieu 6:28). Ici, le sujet neutre τὰ κρίνα / tà krína, nominatif pluriel de τὸ κρίνον / tò krínon, le lis) et le verbe αὐξάνουσιν / auxánousin (3e personne du pluriel de αὐξάνω / auxánô, « croître »), ont le même nombre.
La règle est totalement abandonnée en grec moderne. La traduction de « les animaux courent » est τα ζώα τρέχουν / ta zóa tréchοun, avec le verbe et le sujet au pluriel.

## Dans la culture
On trouve une référence à cette phrase chez Blaise Pascal (1623 – 1662), dans la pensée no 70 de l'édition Brunschvicg.
Raymond Queneau (1903 – 1976) fait une allusion intertextuelle à la règle, dans Muses et lézards :
« La nuit les animaux courent vers les marécages. »,
— Raymond Queneau, Muses et lézards, v. 74 ;
ainsi que dans Monsieur Phosphore :
Grabiel : « (...) Déjà DÉJÀ, les animaux courent... (...) »,
— Raymond Queneau, Monsieur Phosphore, acte I, scène 2,.
Dans L'Amour du prochain, roman de Pascal Bruckner paru en janvier 2005, Ta Zoa Trekhei est la société secrète que Sébastien fonde avec ses amis : son appartenance à cette société, ajoutée au pseudonyme de Virgile Coutances qu'il prend lorsqu'il décide de se prostituer, rappelle le poète latin Virgile, membre du cercle poétique dirigé par Mécène.
En France, les professeurs de lettres classiques utilisaient la phrase pour annoncer à leurs collègues l'arrivée d'une inspection,.